# 門戸厄神駅
門戸厄神駅（もんどやくじんえき）は、兵庫県西宮市下大市東町にある、阪急電鉄今津線の駅。駅番号はHK-23。
東光寺（門戸厄神）の最寄り駅であり、大祭の日には多くの参拝客で駅が混みあう。

## 歴史
- 1921年（大正10年）9月2日：阪神急行電鉄（のちの阪急電鉄）西宝線の宝塚駅 - 西宮北口駅間開業と同時に開設[3]。
- 1926年（大正15年）12月18日：西宝線が今津線に改称[3]。
- 1957年（昭和32年）10月1日：平日朝に神戸本線直通準急が運転を開始。
- 1979年（昭和54年）：連絡地下道が開通[1]。
- 1995年（平成7年）
  - 1月17日：阪神・淡路大震災で全線不通に。
  - 1月23日：当駅 - 西宮北口駅間が単線運転で復旧し、運転を再開[4]。
  - 2月5日：仁川駅 - 当駅間が復旧し、今津線全線で運転を再開[4]。
- 2013年（平成25年）12月21日：駅番号導入[5][6]。
- 2023年（令和5年）4月1日：改札窓口について、営業時間を7時から22時までに短縮[7]。

## 駅構造
相対式ホーム2面2線を有する地上駅。分岐器や絶対信号機を持たないため、停留所に分類される。ホーム有効長は1号線が6両、2号線が8両。
有人改札口は、宝塚方面行きホーム北側にある西改札口1か所のみ。この宝塚方面行きホームには中ほどに自動改札機のない臨時改札口も設けられており、かつて連絡地下道を建設中の際は仮改札口として使用されたほか、主に門戸厄神の大祭の時の多客時に臨時改札口として使用されることがある。また、西宮北口行きホームには定期券・カード専用（自動券売機の設置はない）の東改札口が設けられている。ホーム横の道路からこの東改札口へはスロープが設けられているが、傾斜がきつかったため、2008年に自動販売機コーナーの一部を取り壊してスロープを延長し、勾配を緩和させた。
1970年代まではホーム北側（宝塚寄り）に構内踏切が設置されていたが、撤去後各ホーム間は改札内の地下道（構内踏切跡のほぼ真下）により連絡している。ただし、駅構内にはエレベーターは設置されておらず、バリアフリー化はなされていない。
トイレは西宮北口方面ホーム北側にある。

### のりば
| 号線 | 路線    | 方向 | 行先                             |
| ---- | ------- | ---- | -------------------------------- |
| 1    | ■今津線 | 下り | 宝塚・仁川・川西能勢口・箕面方面 |
| 2    | ■今津線 | 上り | 西宮北口・大阪・神戸・今津方面   |

※実際には構内にのりば番号表記はないが、スマートフォン向けアプリ「阪急沿線ナビ TOKKアプリ」の発車案内機能では、宝塚方面が1号線、西宮北口方面が2号線と表示されている。

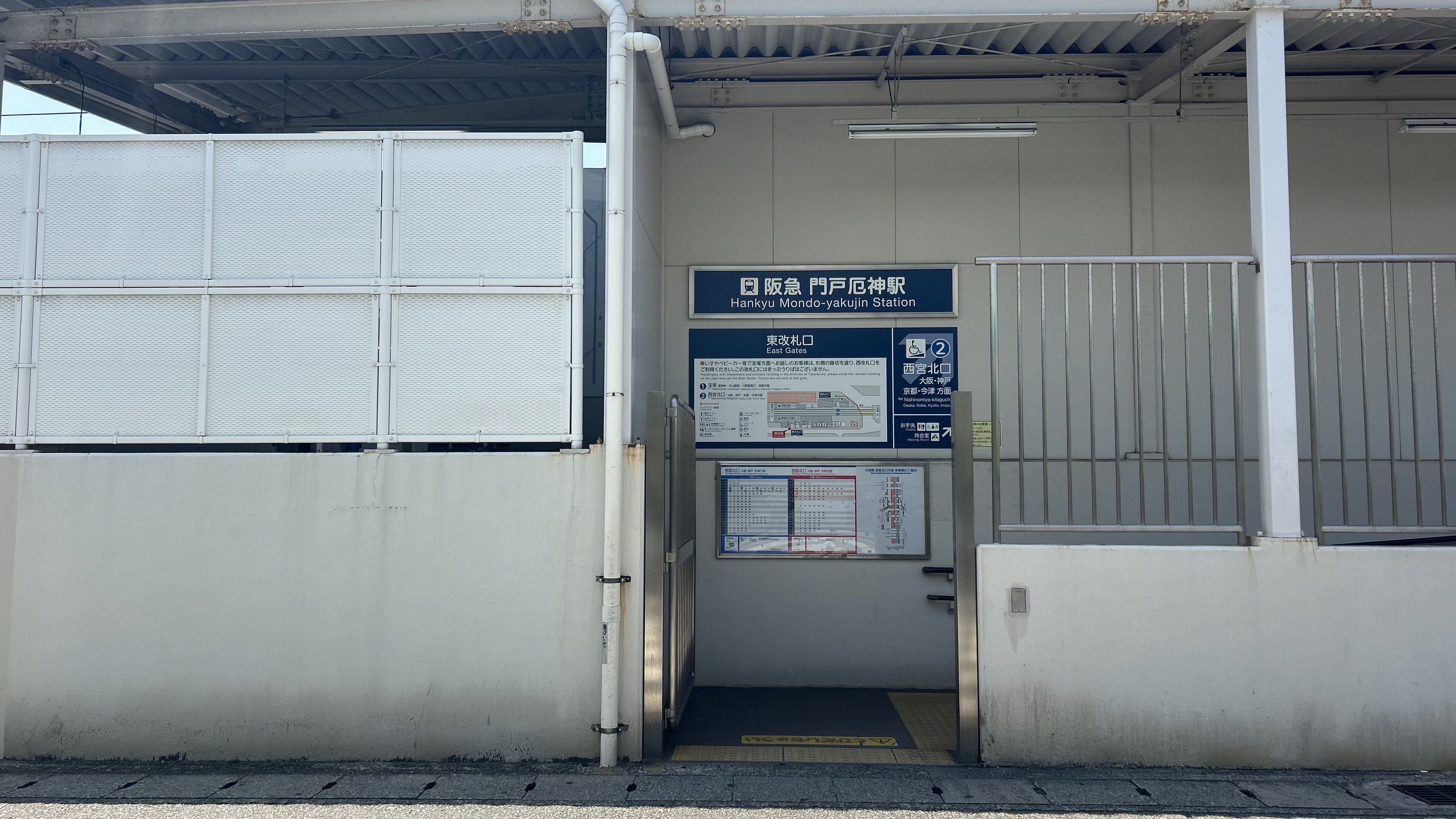
東口
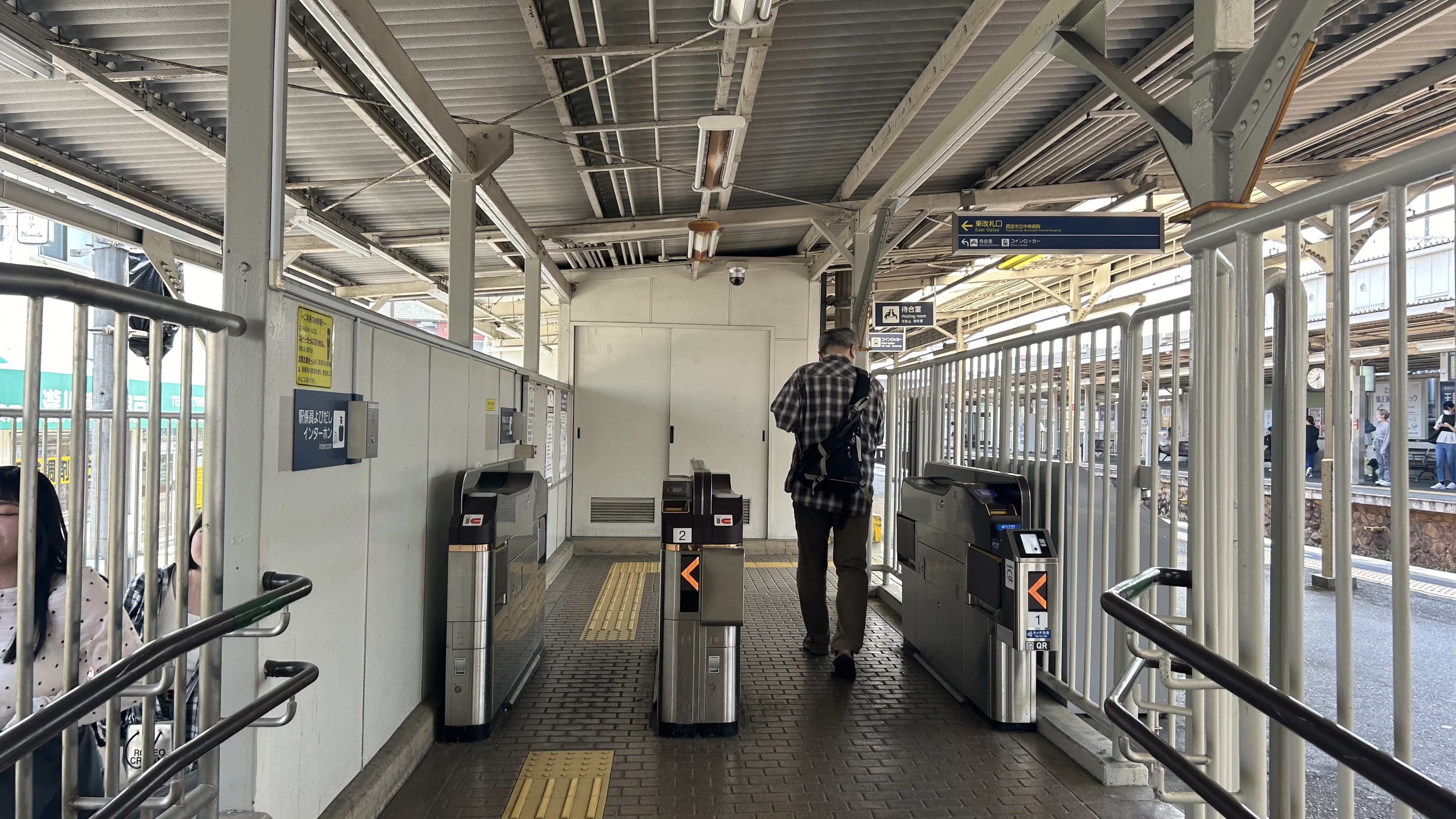
東改札口
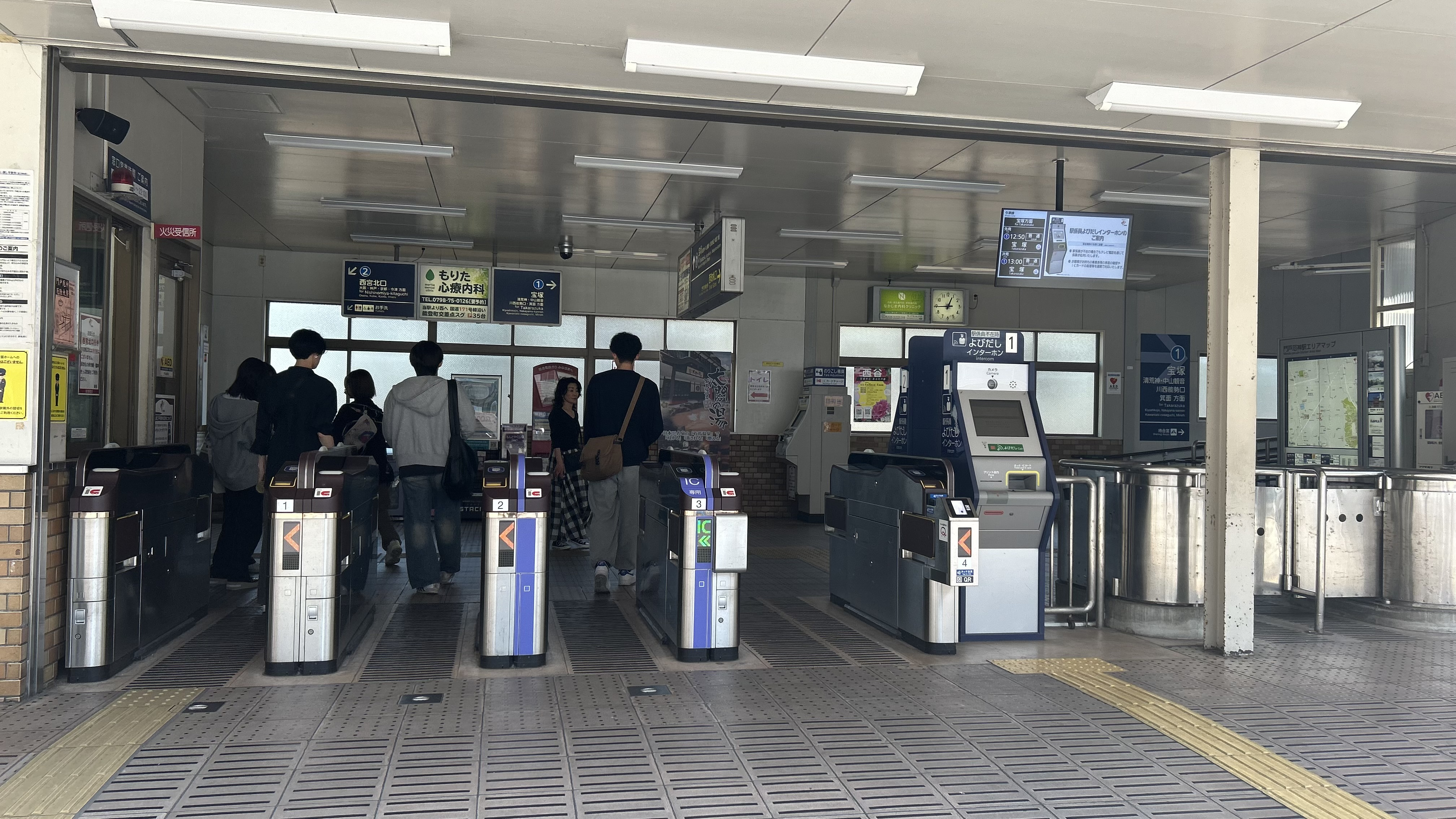
西改札口
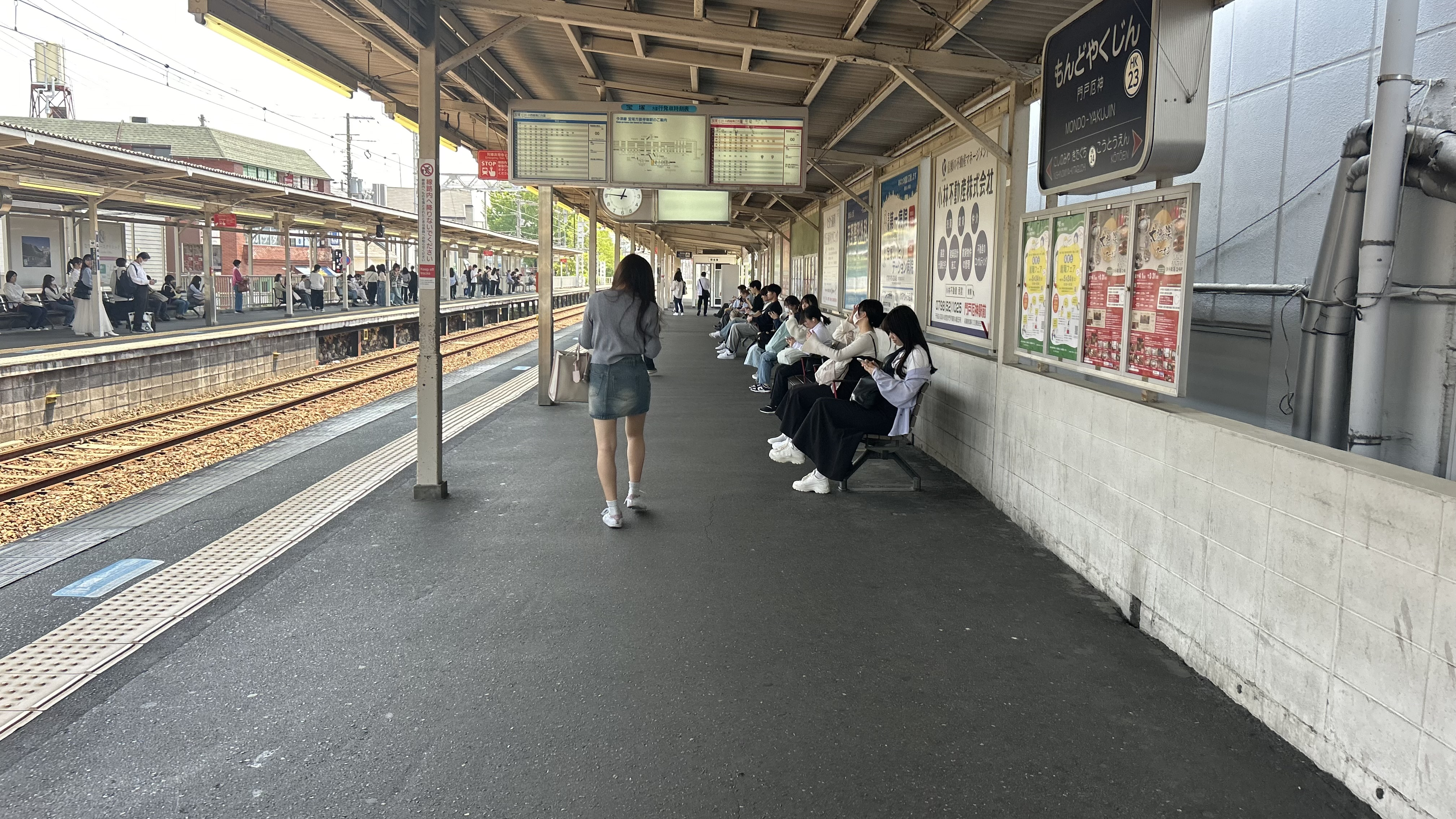
宝塚方面ホーム
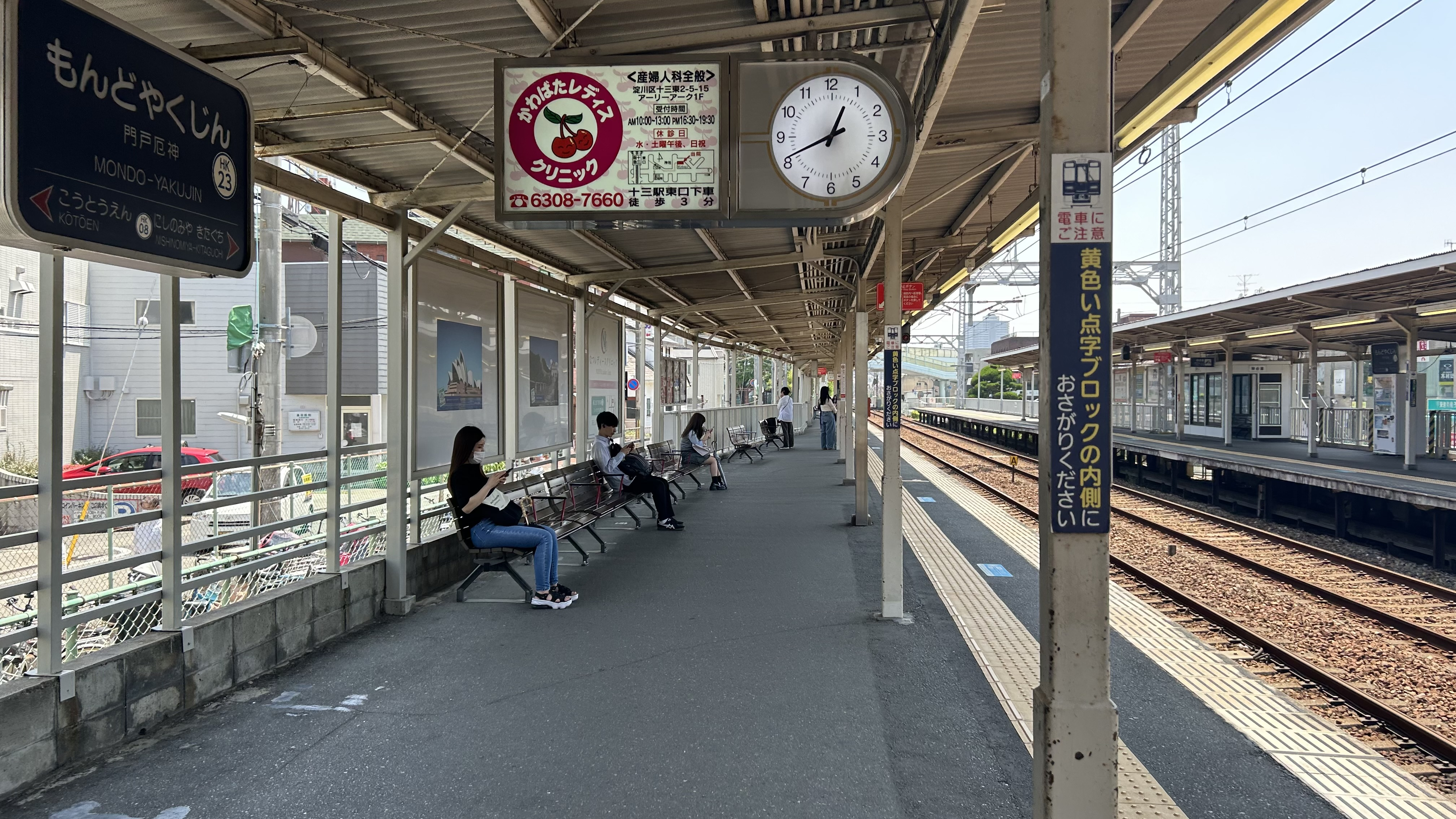
西宮北口方面ホーム
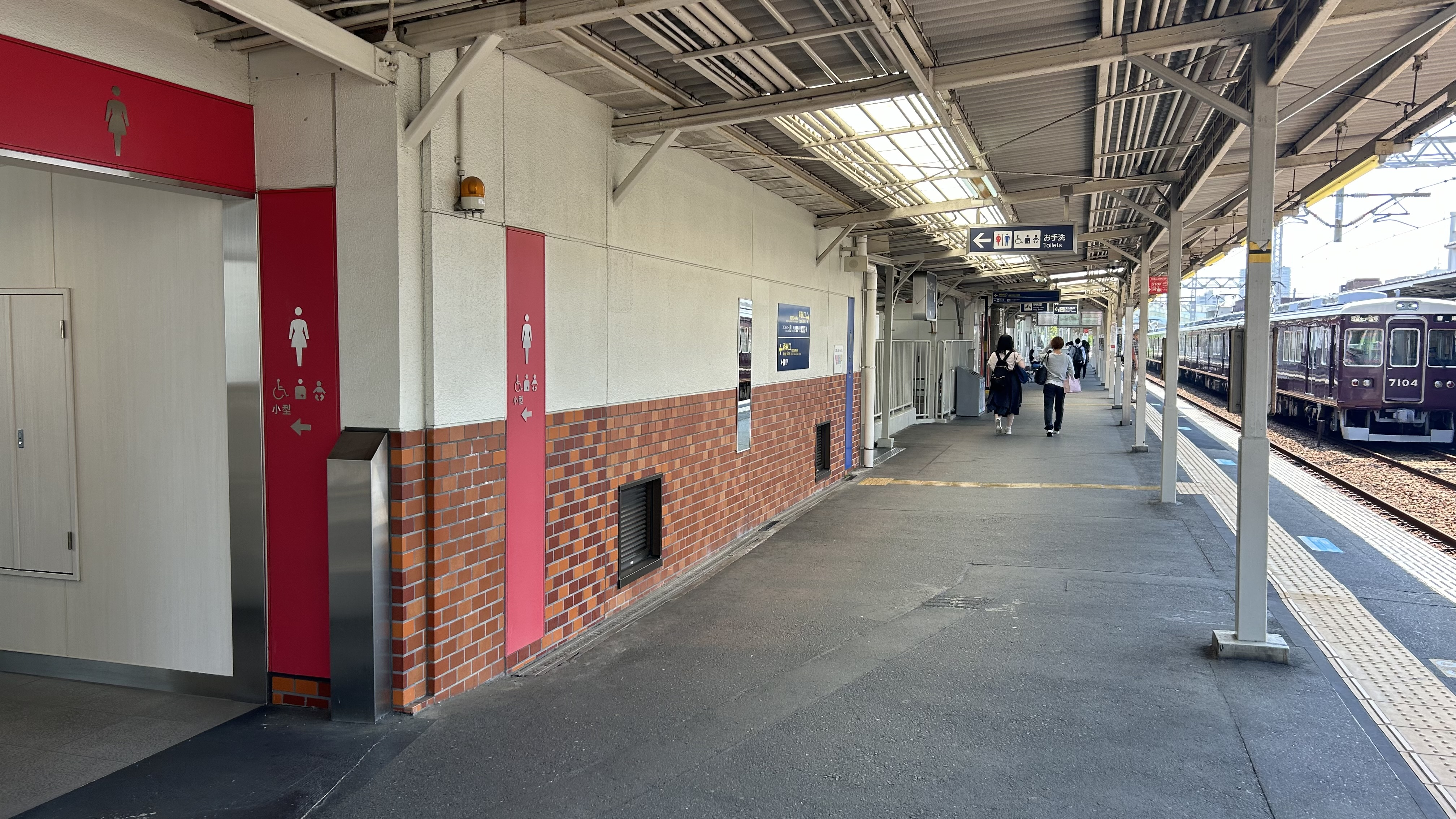
トイレ
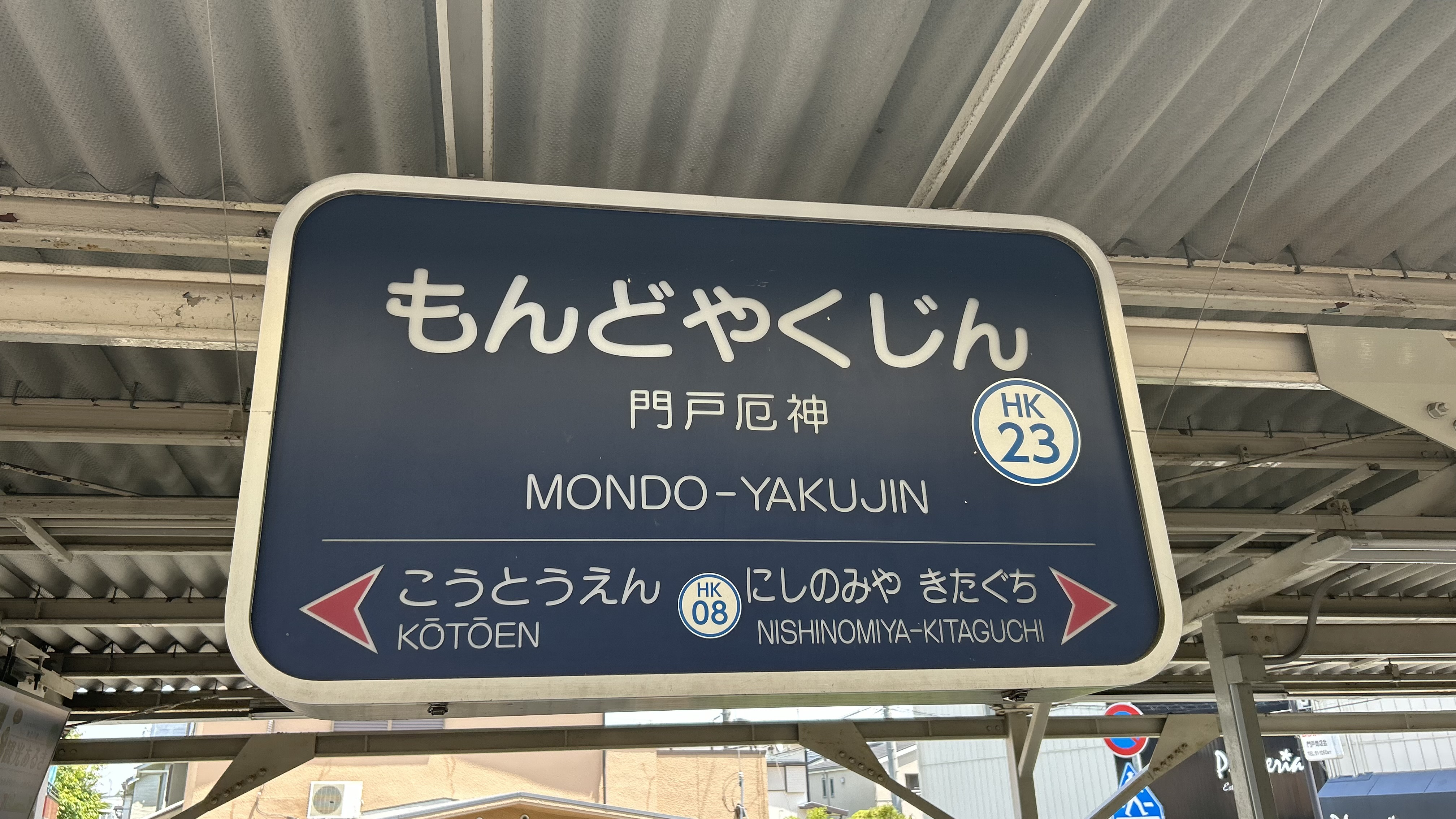
駅名標

## 利用状況
2023年（令和5年）の通年平均乗降人員は18,538人である。阪急全駅中41位。

### 年次別利用状況
各年次の1日平均利用状況の推移は下表の通り。
| 年次               | 乗車人員 | 降車人員 | 乗降人員 | 増減率 | 順位 | 出典       |
| ------------------ | -------- | -------- | -------- | ------ | ---- | ---------- |
| 2016年（平成28年） | 10,405   | 9,830    | 20,235   |        | 42位 | [ 阪急 1 ] |
| 2017年（平成29年） |          |          | 20,349   | 0.6%   | 42位 | [ 阪急 2 ] |
| 2018年（平成30年） |          |          | 20,251   | -0.5%  | 42位 | [ 阪急 3 ] |
| 2019年（令和元年） |          |          | 20,452   | 1.0%   | 42位 | [ 阪急 4 ] |
| 2020年（令和02年） |          |          | 14,476   | -29.2% | 43位 | [ 阪急 5 ] |
| 2021年（令和03年） |          |          | 15,362   | 6.1%   | 43位 | [ 阪急 6 ] |
| 2022年（令和04年） |          |          | 17,578   | 14.4%  | 41位 | [ 阪急 7 ] |
| 2023年（令和05年） |          |          | 18,538   | 5.5%   | 41位 |            |

#### 年次別利用状況（平日限定）
2007年から2015年までのデータは平日限定となっていた。
| 年次               | 乗車人員 | 降車人員 | 乗降人員 | 増減率 | 順位 | 出典        |
| ------------------ | -------- | -------- | -------- | ------ | ---- | ----------- |
| 2007年（平成19年） | 11,672   | 10,658   | 22,330   |        | 39位 | [ 阪急 8 ]  |
| 2008年（平成20年） | 11,482   | 10,549   | 22,031   | -1.3%  | 40位 | [ 阪急 9 ]  |
| 2009年（平成21年） | 11,314   | 10,467   | 21,781   | -1.1%  | 41位 | [ 阪急 10 ] |
| 2010年（平成22年） | 11,488   | 10,612   | 22,100   | 1.5%   | 41位 | [ 阪急 11 ] |
| 2011年（平成23年） | 11,457   | 10,617   | 22,074   | -0.1%  | 41位 | [ 阪急 12 ] |
| 2012年（平成24年） | 11,359   | 10,568   | 21,927   | -0.7%  | 42位 | [ 阪急 13 ] |
| 2013年（平成25年） | 11,446   | 10,679   | 22,125   | 0.9%   | 42位 | [ 阪急 14 ] |
| 2014年（平成26年） | 11,643   | 10,941   | 22,584   | 2.1%   | 42位 | [ 阪急 15 ] |
| 2015年（平成27年） | 11,929   | 11,252   | 23,181   | 2.6%   | 42位 | [ 阪急 16 ] |

### 年間乗車人員
近年の1年間の乗車人員は以下の通り。なお下表内の数値の単位は全て「千人」である。
| 年度               | 年間 乗車人員 | 出典          |
| ------------------ | ------------- | ------------- |
| 2003年（平成15年） | 4,882         | [ 西宮市 1 ]  |
| 2004年（平成16年） | 4,802         | [ 西宮市 1 ]  |
| 2005年（平成17年） | 4,733         | [ 西宮市 1 ]  |
| 2006年（平成18年） | 4,537         | [ 西宮市 1 ]  |
| 2007年（平成19年） | 4,575         | [ 西宮市 1 ]  |
| 2008年（平成20年） | 4,684         | [ 西宮市 1 ]  |
| 2009年（平成21年） | 4,613         | [ 西宮市 2 ]  |
| 2010年（平成22年） | 4,587         | [ 西宮市 3 ]  |
| 2011年（平成23年） | 4,678         | [ 西宮市 4 ]  |
| 2012年（平成24年） | 4,690         | [ 西宮市 5 ]  |
| 2013年（平成25年） | 4,797         | [ 西宮市 5 ]  |
| 2014年（平成26年） | 4,915         | [ 西宮市 5 ]  |
| 2015年（平成27年） | 5,151         | [ 西宮市 5 ]  |
| 2016年（平成28年） | 5,118         | [ 西宮市 6 ]  |
| 2017年（平成29年） | 5,145         | [ 西宮市 7 ]  |
| 2018年（平成30年） | 5,204         | [ 西宮市 8 ]  |
| 2019年（令和元年） | 5,258         | [ 西宮市 9 ]  |
| 2020年（令和02年） | 4,098         | [ 西宮市 10 ] |
| 2021年（令和03年） | 3,708         | [ 西宮市 11 ] |
| 2022年（令和04年） | 4,373         | [ 西宮市 12 ] |

## 駅周辺
- 東光寺（門戸厄神）
- 西宮市立中央病院
- 西宮市立高木北小学校
- 西宮市立甲東小学校
- 神戸女学院大学[2]
- 神戸女学院中学部・高等学部[2]
- 関西学院大学西宮聖和キャンパス
- 西宮下大市郵便局
- 西宮丸橋郵便局
- いかりスーパーマーケット門戸店
- チコマート門戸店
- イオン西宮店
- 万代西宮門戸店

## その他
- 準急は西宮北口駅でホームのない連絡線に運転停車するため、当駅を出ると塚口駅までドアが開かない。
- 阪急神戸本線は、開業前の計画では当駅付近を通ることになっていた。
- 開業当初は単線（当駅への交換設備の有無は不明）で、北側は小林駅まで隣駅が無かった。しかし、1922年に複線化され、甲東園駅が開業し、1923年には甲東園駅 - 小林駅間に仁川駅が開業した。
- 1995年1月17日に発生した阪神・淡路大震災では駅の倒壊は免れたが、すぐ隣を通る国道171号線の跨線橋（門戸大橋）が線路上に落ち、線路をふさいだ。この跨線橋はすぐに撤去され、同年1月23日より当駅と西宮北口駅との間が単線運転で復旧した。また、当駅と隣の甲東園駅の間には山陽新幹線の高架橋が通っているが、この高架橋も震災の際に落下し、線路をふさいだ[2]。こちらは同年2月5日に復旧している[2]。

## 隣の駅
阪急電鉄
■今津線（今津北線）
■準急（大阪梅田行きのみ運転）
甲東園駅 (HK-24) → 門戸厄神駅 (HK-23) → 塚口駅（神戸本線）(HK-06)
■普通
甲東園駅 (HK-24) - 門戸厄神駅 (HK-23) - 西宮北口駅 (HK-08)
- 定期列車は全て停車するが、阪神競馬開催時に大阪梅田行のみ運転される臨時急行は停車しない。
- 準急をはじめ神戸本線へ直通する列車は、臨時列車も含めて西宮北口駅には停車しない。

### 記事本文

### 利用状況
1. 1 2  駅別乗降人員 - 阪急電鉄
2. ↑  西宮市統計書

#### 阪急電鉄
1. ↑  阪急電鉄. “駅別乗降人員 2016年平均(通年平均)〔1月～12月〕”. 2017年9月8日時点のオリジナルよりアーカイブ。2024年12月15日閲覧。
2. ↑  阪急電鉄. “駅別乗降人員（2017年 通年平均）”. 2018年9月17日時点のオリジナルよりアーカイブ。2024年12月15日閲覧。
3. ↑  阪急電鉄. “駅別乗車人員（2018年 通年平均）”. 2024年4月29日時点のオリジナルよりアーカイブ。2024年12月15日閲覧。
4. ↑  阪急電鉄. “駅別乗車人員（2019年 通年平均）”. 2024年4月29日時点のオリジナルよりアーカイブ。2024年12月15日閲覧。
5. ↑  阪急電鉄. “駅別乗車人員（2020年 通年平均）”. 2024年4月29日時点のオリジナルよりアーカイブ。2024年12月15日閲覧。
6. ↑  阪急電鉄. “駅別乗車人員（2021年 通年平均）”. 2024年4月29日時点のオリジナルよりアーカイブ。2024年12月15日閲覧。
7. ↑  阪急電鉄. “駅別乗車人員（2022年 通年平均）”. 2024年4月29日時点のオリジナルよりアーカイブ。2024年12月15日閲覧。
8. ↑  阪急電鉄. “駅別乗降人員 2007年平均（平日）〔1月～12月〕”. 2009年3月24日時点のオリジナルよりアーカイブ。2024年12月15日閲覧。
9. ↑  阪急電鉄. “駅別乗降人員 2008年平均（平日）〔1月～12月〕”. 2010年3月18日時点のオリジナルよりアーカイブ。2024年12月15日閲覧。
10. ↑  阪急電鉄. “駅別乗降人員 2009年平均（平日）〔1月～12月〕”. 2010年9月23日時点のオリジナルよりアーカイブ。2024年12月15日閲覧。
11. ↑  阪急電鉄. “駅別乗降人員 2010年平均（平日）〔1月～12月〕”. 2011年9月26日時点のオリジナルよりアーカイブ。2024年12月15日閲覧。
12. ↑  阪急電鉄. “駅別乗降人員 2011年平均（平日）〔1月～12月〕”. 2012年10月5日時点のオリジナルよりアーカイブ。2024年12月15日閲覧。
13. ↑  阪急電鉄. “駅別乗降人員 2012年平均（平日）〔1月～12月〕”. 2014年4月18日時点のオリジナルよりアーカイブ。2024年12月15日閲覧。
14. ↑  阪急電鉄. “駅別乗降人員 2013年平均（平日）〔1月～12月〕”. 2014年9月13日時点のオリジナルよりアーカイブ。2024年12月15日閲覧。
15. ↑  阪急電鉄. “駅別乗降人員 2014年平均（平日）〔1月～12月〕”. 2015年9月23日時点のオリジナルよりアーカイブ。2024年12月15日閲覧。
16. ↑  阪急電鉄. “駅別乗降人員 2015年平均（平日）〔1月～12月〕”. 2016年9月25日時点のオリジナルよりアーカイブ。2024年12月15日閲覧。

#### 西宮市統計書
1. 1 2 3 4 5 6  平成21年統計書 運輸及び通信 (PDF)
2. ↑  平成22年統計書 運輸及び通信 (PDF)
3. ↑  平成23年統計書 運輸及び通信 (PDF)
4. ↑  【H24統計書】運輸及び通信 (PDF)
5. 1 2 3 4  【平成28年統計書】4運輸・通信 (PDF)
6. ↑  【平成29年統計書】4運輸・通信 (PDF)
7. ↑  【平成30年統計書】4運輸・通信 (PDF)
8. ↑  【令和元年統計書】4運輸・通信 (PDF)
9. ↑  【令和2年統計書】4運輸・通信 (PDF)
10. ↑  【令和3年統計書】4運輸・通信 (PDF)
11. ↑  【令和4年統計書】4運輸・通信 (PDF)
12. ↑  【令和5年統計書】4運輸・通信 (PDF)